# Thanos Mikroutsikos

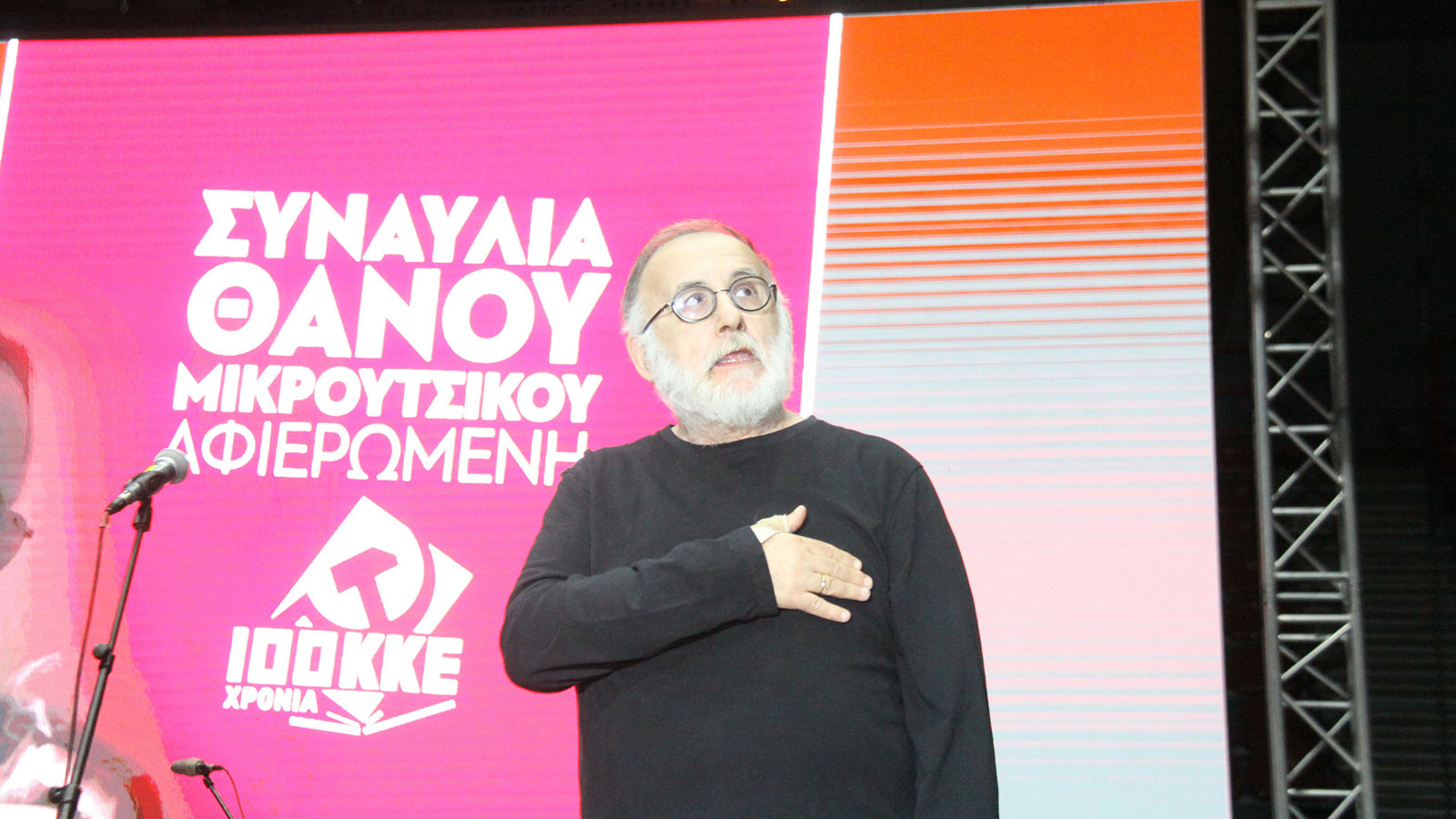
Thanos Mikroutsikos (2018)

Thanos Mikroutsikos ( Θάνος Μικρούτσικος, * 13. April 1947 in Patras; † 28. Dezember 2019 in Athen) war einer der führenden Komponisten der griechischen Volks- und klassischen Musik. Er vermischte eine Reihe von Musikrichtungen in seinem Werk, von Volksmusik bis elektronischer Musik. Mikroutsikos komponierte eine Vielzahl von Liedern, die ihre Wurzeln in Gedichten griechischer oder ausländischer Dichter haben wie etwa Euripides, Aristophanes, Konstantinos Kavafis, Giorgos Seferis, Jannis Ritsos, Odysseas Elytis und Nikos Kavvadias sowie Bertolt Brecht, Nazim Hikmet, Wolf Biermann und Maurice Maeterlinck.
Thanos Mikroutsikos war außerdem seit den 1960er Jahren politisch aktiv. Während der Zeit der Militärdiktatur (1967 bis 1974) wurde er vom Regime aufgrund seiner antidiktatorischen Haltung verfolgt. Als die Junta fiel, führte er seine politische Arbeit, besonders in den ersten Jahren der Wiederherstellung der Demokratie, weiter. Nach den Parlamentswahlen im Oktober 1993 wurde er Abgeordneter der Partei PASOK, die die neue Regierung bildete, und stellvertretender Kulturminister. Von 1994 bis 1996 war er Minister für Kultur.

## Werke (Auswahl)
- Musikalischer Akt für Brecht für zwei Männerstimmen, zwei Klarinetten und ein Klavier (Text: Bertolt Brecht), 1972–78
- Kantate für Makronisos für Frauen- und Männerstimme, kleines Orchester und Tonband (Text: Jannis Ritsos), 1976–82
- Studie für Wladimir Majakowski für Stimme und kleines Orchester (Text: Wladimir Majakowski), 1976–82
- Euripides IV für Sprecher, Sopran, Mezzo, Tenor, Bariton, Fagott, Trompete, Horn und Klavier (Text: Euripides), 1979
- Die Mondscheinsonate für Stimme und Klavier (Text: Jannis Ritsos), 1979–81
- Präludien für Gitarre, 1981
- Der Alte von Alexandrien, Liederzyklus für Stimme, Mandoline und Klavier (Text: Konstantinos Kavafis), 1982
- Oper für Einen (Flötisten) für Flöte, 1983–84
- Duo für Alt-Saxophon und elektrischen Bass, 1985
- Das Meer für Streichorchester und Trompete, 1991
- Die Rückkehr der Helena, Oper in einem Akt in sechs Aufzügen nach einem Libretto von Christos Lambrakis (mit Gedichten von Jannis Ritsos) für neun Stimmen, gemischter Chor, Orchester und einem Trio, 1992–93
- Rückkehr in die Zukunft 1 für Klarinette und Marimba, 2003
- Das Meer lächelt von dort drüben für Mezzo und Streichquartett (Text: Federico García Lorca), 2009